# 나카리에촌
나카리에촌(奈狩江村)은 일본 오이타현 히가시쿠니사키군에 있던 촌이다. 현재의 기쓰키시의 일부에 해당한다.

## 역사
- 1889년 4월 1일 - 정촌제 시행에 의해 히가시쿠니사키군 나카리에촌이 성립하였다.
- 1954년 3월 31일 - 니시아키정, 아키정, 미나미아키촌, 니시무사시촌과 합병해 아키정이 신설되었다.
- 1955년 4월 1일 - 하야마군 기스키정, 야사카촌, 기타키스키촌과 합병해 기스키시가 신설되어 폐지되었다.

## 교통

### 철도
- 구니사키선 (후에 오이타 교통 구니사키선)

## 참고문헌
- 角川日本地名大辞典 44 大分県
- 『市町村名変遷辞典』東京堂出版、1990年。